# HC Baník Karviná
Le  Handball Club Baník Karviná  est un club de handball basé à Karviná en Tchéquie. Il a notamment dominé le handball tchèque au début du XXIe siècle, remportant dix  Championnats de Tchéquie en onze saisons entre 2000 et 2010.

## Historique
L’équipe de handball naît en 1955 au sein du club omnisports du Baník Karviná, qui représentait l'industrie minière, le charbon abondant dans la région de Karviná. En slovaque, baník signifie mineur. Ses nombreux titres de champion ont permis au club de régulièrement se qualifier pour la Ligue des champions, mais sans parvenir à obtenir des résultats notables.

## Handball

### Palmarès
- Championnat de Tchécoslovaquie :
  - Vainqueur (2) : 1968, 1972
  - Deuxième  (4) : 1967, 1987, 1990, 1992
- Coupe de Tchécoslovaquie
  - Vainqueur (1) : 1990
- Championnat de Tchéquie
  - Vainqueur (13) : 2000, 2001, 2002, 2004, 2005, 2006, 2007, 2008, 2009, 2010, 2018, 2022, 2024
  - Deuxième  (5) : 1997, 1998, 2019, 2021, 2023
- Championnat tchéco-slovaque (2000-2005) :
  - Vainqueur : 2005
- Coupe de Tchéquie
  - Vainqueur (11) : 2000, 2001, 2002, 2004, 2007, 2008, 2011, 2016, 2019, 2024, 2025

## Joueurs célèbres
Parmi les joueurs ayant évolué au club, on trouve :
- František Brůna : dans les 1960-1970
- Michal Brůna (de) : de 2000 à 2002, de 2003 à 2004 et de 2017 à 2020
- Pavel Horák : de 1996 à 2006
- Veljko Inđić : avant 2008
- David Juříček : avant 2003
- Arnošt Klimčík : dans les 1960-1970
- Nemanja Marjanović : de 2005 à 2008 et depuis 2017
- Jan Sobol : de 2004 à 2007 et depuis 2021
- Ondřej Šulc : avant 2010
- Ondřej Zdráhala : de 2002 à 2007